# Cerámica greco-oriental

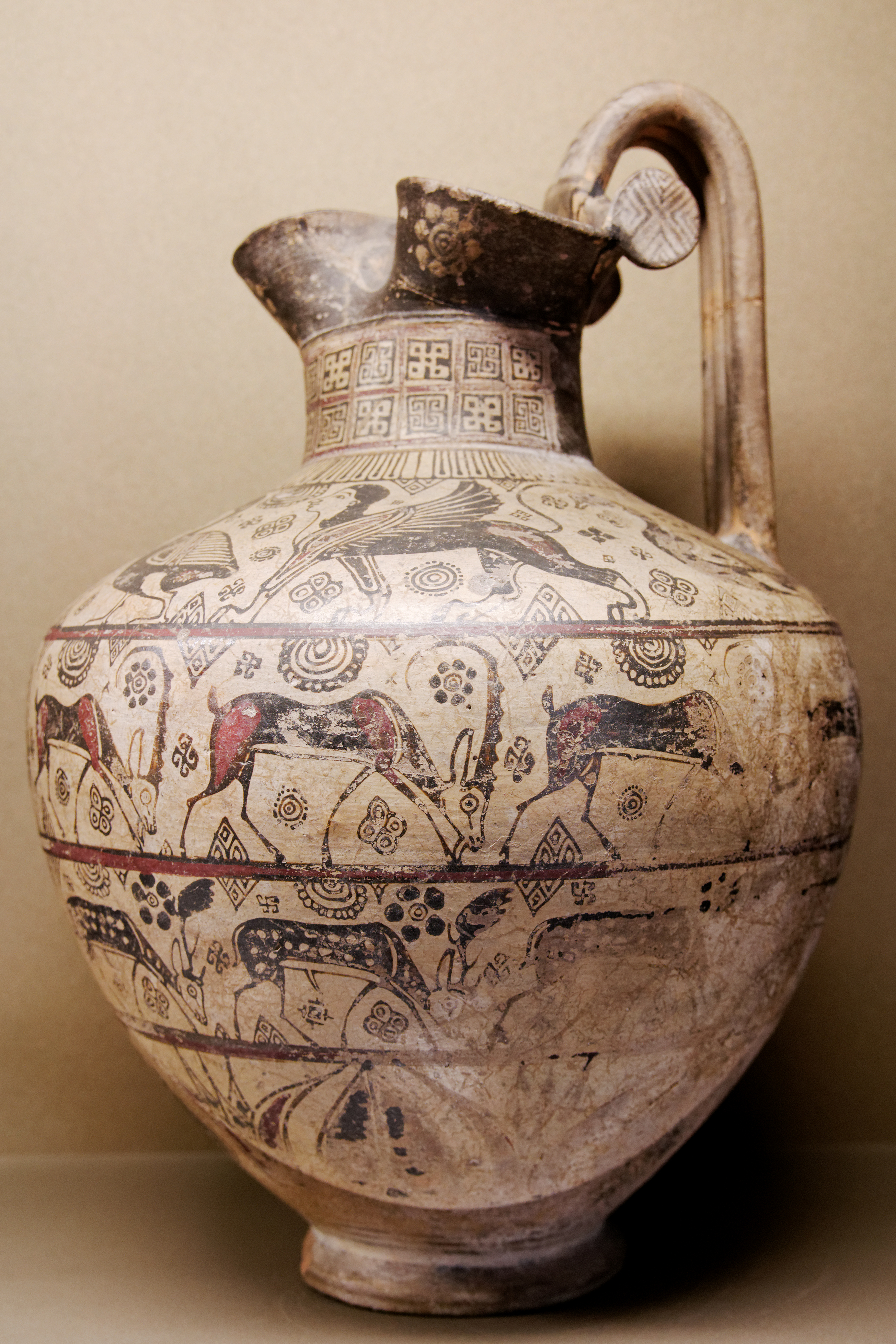
Enócoe del estilo de la cabra salvaje. Louvre A311

El nombre de cerámica greco-oriental o cerámica impropiamente jónica describe con un término moderno los objetos de cerámica producidos por el pueblo griego que ocupó la parte occidental de Turquía, antiguamente dividida en eolios en el norte, jonios en el medio y dorios en el sur, y las islas vecinas.
El estilo greco-oriental por excelencia es el estilo de la cabra salvaje (Wild Goat Style) previamente definido "rodio-milesio" con una expresión que ha caído en desuso tras el reconocimiento de la escasa relevancia de las producciones de Rodas en este campo. La técnica de las figuras negras se utiliza principalmente en Jonia septentrional y a menudo no de manera exclusiva, sino junto con la técnica tradicional; en la parte meridional de la región se encuentra en las copas de los Pequeños maestros jónicos y en las sítulas de Dafnas. Otras figuras negras en el norte se encuentran en la cerámica clazomenia, mientras que la cerámica de Fikellura (segunda mitad del siglo VI a. C.), considerada casi unánimemente de origen milenario, reemplaza las figuras negras con la técnica tradicional de ahorro.

## Desarrollo y ubicación
En el panorama de la cerámica griega dominada por Atenas y Corinto, la Grecia oriental no se alejó del estilo geométrico hasta el segundo cuarto del siglo VII a. C., para adquirir, inicialmente en el sur, donde el principal centro de producción era Mileto, y de una manera casi sin pasajes intermedios, un aspecto orientador llamado estilo de la cabra salvaje, que parecía desarrollarse a partir de patrones textiles más que metálicos, como era el caso de Corinto, y que se extendió por toda la región. Si el período medio del estilo tiene su centro de producción en Mileto, el período reciente, caracterizado por la presencia de las incisiones, derivado de Corinto junto con los animales y los adornos de relleno, se extiende desde Jonia del norte, quizás independientemente del estilo medio del sur, al que parece superponerse. En el norte de Jonia, uno de los centros de producción de cerámica más importantes se encuentra en Clazómenas o en sus cercanías, y es en esta zona donde se desarrolló la cerámica clazomenia, que pronto se convirtió en modelo de  la cerámica ática. Las exportaciones de la cerámica producida en esta región fueron considerables, especialmente hacia oriente.
La cerámica de Fikellura siempre se desarrolló en Mileto quizás como una evolución del estilo anterior de la cabra salvaje, aunque no hay contextos arqueológicos válidos para estas últimas en Mileto, después del 600 a. C., que puedan confirmarlo.
La cerámica quiota, caracterizada por el engobe blanco y la forma de cáliz del vaso, se desarrolla a partir del estilo medio de la cabra salvaje a partir del 600 a. C.; se representan figuras animales o humanas sin excesiva ornamentación de relleno alejándose de la técnica tradicional de ahorro mediante una policromía viva y a veces figuras negras. Sin embargo, no toda la producción de Quíos se mantiene a estos niveles. Se exportó en gran parte, dando lugar a fenómenos de imitación.
Un grupo separado está constituido por las hidrias ceretanas que presentan características greco-orientales e inscripciones en alfabeto jónico, pero que probablemente fueron producidas en Etruria por artesanos procedentes del norte de Jonia.

## Copas jónicas
Entre las copas del este de Grecia se encuentran las copas greco-orientales de pájaros con sus derivados, principalmente de producción norteña, desarrollada a partir del esquifo sin borde separado, y la copa jónica con labio separado y decoración simple anillada, que sobrevive con pequeños cambios hasta mediados del siglo VI a. C. (Las copas de Vroulia son un ejemplo).
Las copas jónicas están generalmente decoradas con bandas en las asas y en el labio; un pequeño grupo de ejemplares del siglo VII a. C. usan en su lugar bandas rojas y blancas alternadas sobre un fondo negro. A principios del siglo VI a. C. la decoración con bandas puede invadir la parte interna del labio o todo el cuenco, mientras que la parte externa del labio, ahora más ancha, puede ser decorada con guirnaldas de hojas de mirto.
En la primera mitad del siglo VI a. C., la copa de labios de los Pequeños maestros jónicos comenzó a desarrollarse en paralelo con la cerámica ática de figuras negras.
También hay algunas copas con ornamentos plásticos en bajorrelieve en una especie de friso entre las asas. Las copas jónicas pertenecen generalmente al sur de la región, donde Samos, como lo demuestra el análisis de la arcilla, parece particularmente activa para este tipo de producción.
La evolución de la copa greco-oriental termina con el final del siglo VI a. C.